# Nốt móc ba
Nốt móc ba (tiếng Anh: demisemiquaver, thirty-second note) hay nốt móc tam là hình một nốt nhạc có trường độ bằng 1/32 nốt tròn.
Nốt móc ba có thân nốt hình bầu dục đặc ruột (màu đen) và có đuôi đính kèm ba dấu móc. Ký hiệu có liên quan với nốt móc ba là dấu lặng móc ba, có ý nghĩa biểu lộ khoảng lặng với độ dài tương đương trường độ của nốt móc ba.
Có thể nối đuôi các nốt móc ba nằm gần nhau trong cùng ô nhịp bằng cách dùng những vạch đậm (xem hình).

## Trường độ
Nốt móc ba tương đương 1/32 nốt tròn, 1/16 nốt trắng, 1/8 nốt đen, 1/4 nốt móc đơn, 1/2 nốt móc kép, hai nốt móc tư. Trong các bản nhạc theo nhịp phân đôi (2/4, 3/4, 4/4,...), một nốt móc ba ứng với 1/8 phách. Nếu thêm một dấu chấm dôi thì trường độ của nốt móc ba được kéo dài thêm một nửa.